# Расул Хадем
Расул Хадем Азгаді (перс. رسول خادم ازغدی; нар. 17 лютого 1972, Мешхед, остан Хорасан-Резаві) — іранський борець вільного стилю, срібний призер та дворазовий переможець чемпіонатів світу, п'ятиразовий переможець чемпіонатів Азії, срібний призер та чемпіон Азійських ігор, бронзовий призер Кубку світу, чемпіон та бронзовий призер Олімпійських ігор. Включений до Всесвітньої Зали слави Міжнародної федерації об'єднаних стилів боротьби (FILA).

## Біографія
Боротьбою почав займатися з 1982 року під керівництвом свого батька Мохаммада Хадема, колишнього борця вільного стилю, віце-чемпіона світу 1962 року, учасника літніх Олімпійських ігор 1960 року (8 місце). Старший брат Амір Реза Хадем — теж борець, дворазовий чемпіон Азії, чемпіон світу, дворазовий призер Олімпійських ігор. У 1989 році Расул Хадем став третім призером чемпіонату світу з вільної боротьби серед молоді, а у 1991 році — став чемпіоном в цій же віковій категорії.
Після завершення активних виступів на борцівському килимі перейшов на тренерську роботу. Успішно керував першою збірною Ірану з вільної боротьби, яка під час його тренерства на чемпіонаті світу-2013 в Будапешті вперше з 2002 року посіла перше місце в загальному заліку. У 2014 також очолив Федерацію боротьби Ірану, вигравши під час виборів на цю посаду конкуренцію з чотирма кандидатами з великою перевагою. Після літніх Олімпійських ігор 2016 року в Ріо-де-Жанейро, де збірна вільників Ірану теж успішно виступила, посівши друге командне місце слідом за збірною Азербайджану, Расул Хадем склав із себе обов'язки головного тренера, вирішивши зосередитись на роботі у Федерації. На посаді головного тренера збірної Ірану з вільної боротьби його змінив Мохаммад Талаей. Расул Хадем також входить до виконкому Національного олімпійського комітету Ірану і є членом бюро Об'єднаного світу боротьби (UWW), куди введений нещодавно замість турка Ахмеда Аїка.

## Виступи на Олімпіадах
| Змагання                    | Збірна | Вагова категорія | Місце  |
| --------------------------- | ------ | ---------------- | ------ |
| Літні Олімпійські ігри 1992 | Іран   | 82 кг            | Бронза |
| Літні Олімпійські ігри 1996 | Іран   | 90 кг            | Золото |

На літніх Олімпійських іграх 1992 року в Барселоні обидва брати Амір Реза Хадем і Расул Хадем завоювали бронзові нагороди. Перший — у ваговій категорії до 74 кг, другий — до 82 кг.
Через чотири роки, на наступній Олімпаді в Атланті вони теж виступали разом. Амір Реза Хадем перейшов у вагову категорію до 82 кг і знову посів третє місце. Расул Хадем перейшов у вагову категорію до 90 кг і став олімпійським чемпіоном.

## Виступи на Чемпіонатах світу
| Змагання                        | Збірна | Вагова категорія | Місце  |
| ------------------------------- | ------ | ---------------- | ------ |
| Чемпіонат світу з боротьби 1991 | Іран   | 82 кг            | 24     |
| Чемпіонат світу з боротьби 1994 | Іран   | 90 кг            | Золото |
| Чемпіонат світу з боротьби 1995 | Іран   | 90 кг            | Золото |
| Чемпіонат світу з боротьби 1998 | Іран   | 130 кг           | Срібло |

На Чемпіонаті світу з вільної боротьби 1994 року у Стамбулі Расул Хадем виграв золоту медаль, подолавши у фіналі Махарбека Хадарцева з Росії.
Наступного року, на Чемпіонаті світу в Атланті повторив успіх, знову перемігши у фіналі Махарбека Хадарцева.
На Чемпіонаті світу з вільної боротьби 1998 року на батьківщині в Тегерані став другим, поступившись у фіналі кубинцеві Алексісу Родрігесу.

## Виступи на Чемпіонатах Азії
| Змагання                       | Збірна | Вагова категорія | Місце  |
| ------------------------------ | ------ | ---------------- | ------ |
| Чемпіонат Азії з боротьби 1991 | Іран   | 82 кг            | Золото |
| Чемпіонат Азії з боротьби 1992 | Іран   | 82 кг            | Золото |
| Чемпіонат Азії з боротьби 1993 | Іран   | 90 кг            | Золото |
| Чемпіонат Азії з боротьби 1995 | Іран   | 90 кг            | Золото |
| Чемпіонат Азії з боротьби 1996 | Іран   | 90 кг            | Золото |

## Виступи на Азійських іграх
| Змагання           | Збірна | Вагова категорія | Місце  |
| ------------------ | ------ | ---------------- | ------ |
| Азійські ігри 1990 | Іран   | 68 кг            | Срібло |
| Азійські ігри 1994 | Іран   | 90 кг            | Золото |

## Виступи на Кубках світу
| Змагання                    | Збірна | Вагова категорія | Місце  |
| --------------------------- | ------ | ---------------- | ------ |
| Кубок світу з боротьби 1994 | Іран   | 90 кг            | Бронза |

## Виступи на інших змаганнях
| Змагання                           | Збірна | Вагова категорія | Місце |
| ---------------------------------- | ------ | ---------------- | ----- |
| Золотий Гран-прі з боротьби 1998   | Іран   | 130 кг           | 4     |
| Гран-прі Німеччини з боротьби 2002 | Іран   | 96 кг            | 6     |